# 岡田益吉 (生物学者)
岡田 益吉（おかだ ますきち、1932年2月17日 - ）は、日本の生物学者、筑波大学名誉教授。元日本発生生物学会会長。

## 経歴
東京府生まれ。1954年東京教育大学理学部生物学科卒、60年同大学院博士課程修了、「ニカメイガの胚子発生」で理学博士。群馬大学医学部助手、東京教育大学理学部助手、助教授、筑波大学教授、同遺伝子実験センター長、1995年日本発生生物学会会長。1997年定年退官、名誉教授。その後は国際高等研究所副所長も務めた。1994年木原賞受賞。

## 著作

### 単著
- 『昆虫の発生生物学』東京大学出版会 1988

### 共編著
- 『ショウジョウバエの発生遺伝学』堀田凱樹共編 丸善 シリーズ分子生物学の進歩 1989
- 『生殖細胞 形態から分子へ』長浜嘉孝共編著 共立出版 1996
- 『発生遺伝学』編 裳華房 21世紀への遺伝学 1996
- 『生殖細胞の発生と性分化』長濱嘉孝,中辻憲夫共編 共立出版 2000
- 『宇宙環境利用のサイエンス』井口洋夫監修 朽津耕三,小林俊一共編 裳華房 2000
- 『いのちの歴史を探そう-君のいのちの不思議 特別なことと普通のこと』岩槻邦男共著 国際高等研究所 高等研選書 2003
- 『基礎分子生物学 個体』小安重夫,高橋浩士,高橋迪雄共著　朝倉書店 2003

### 翻訳
- ウィリアム・R.クラーク『死はなぜ進化したか 人の死と生命科学』三田出版会 1997
- ウィリアム・R.クラーク『遺伝子医療の時代 21世紀人の期待と不安』共立出版 1999

## 参考
- 『現代日本人名録』2002年